# Iosif Sava
Iosif Sava (n. Iosif Segal , n. 15 februarie 1933, Iași, România – d. 18 august 1998, București, România) a fost un muzicolog român, realizator de emisiuni radio și de televiziune, provenit dintr-o familie evreiască în care se făcea muzică de peste trei secole.
Tatăl său a fost multă vreme violonist la Filarmonica din Iași. Bunicul său, care a fost unul din colaboratorii lui Gavriil Musicescu, a condus corul Mitropoliei din Iași. Străbunicul său a fost printre primii absolvenți ai Conservatorului înființat de Al. I. Cuza.

## Studiile

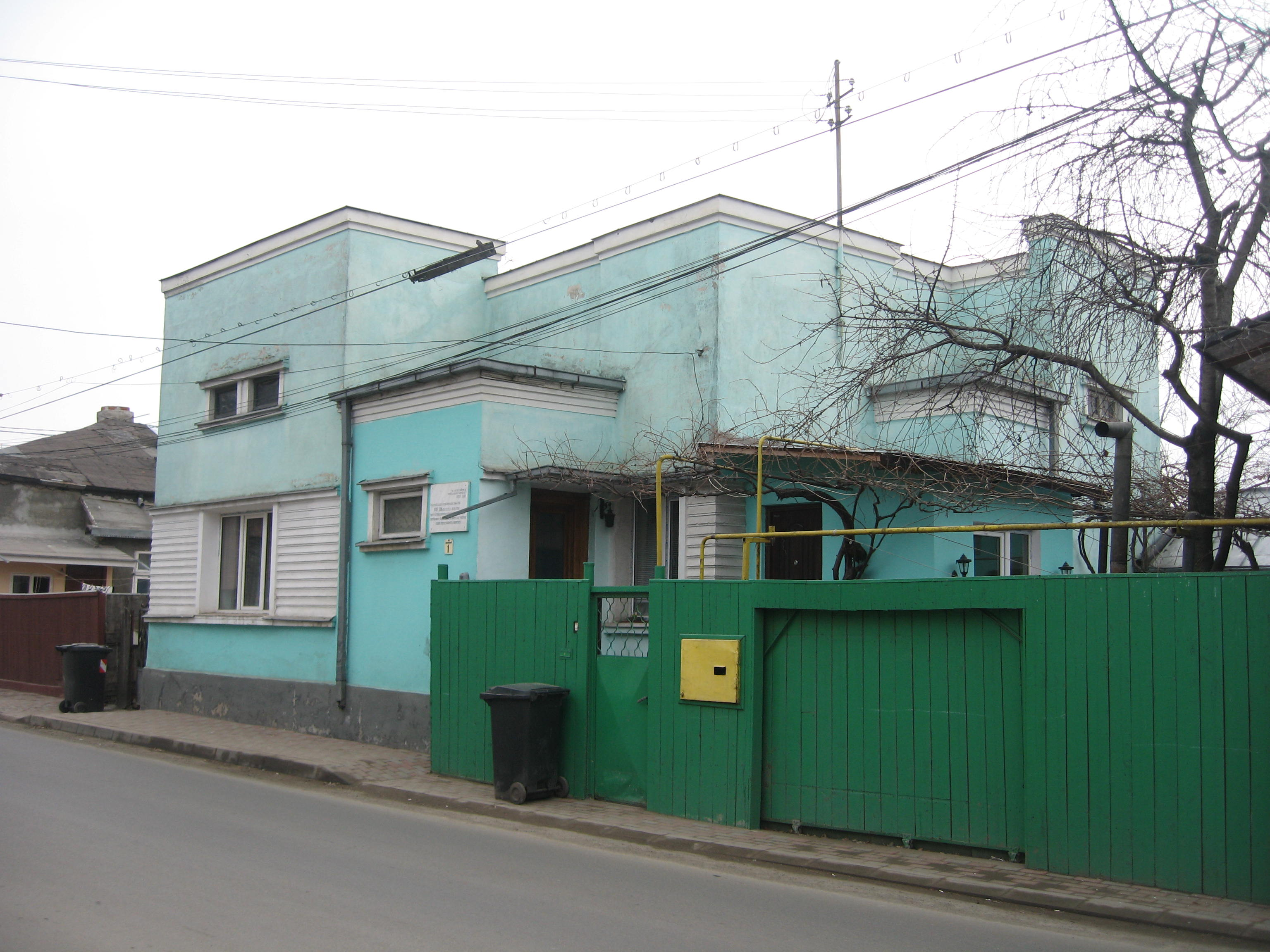
Casa de pe Str. Ipsilanti nr. 1 din Iași în care a locuit între anii 1944-1951 studentul Iosif Sava. Pe această casă a fost amplasată o placă comemorativă din marmură.

Studiile și le-a început la Iași, întâi la Conservatorul Municipal (1944-1945), Academia de muzică George Enescu (1945-1947), Institutul de Artă (1947-1949) și Liceul de Artă (1949-1951), apoi la Conservatorul Ciprian Porumbescu din București (1962-1966) cu Constantin Constantinescu (teorie și solfegiu), Achim Stoia (armonie, contrapunct, forme muzicale), George Pascu (istoria muzicii, muzică de cameră) etc. Între 1951 și 1955 a urmat și Facultatea de Filozofie de la Universitatea din București, fiind licențiat în 1955.

## Cariera

### Muzică de cameră
Profesia sa de bază era cea de clavecinist și pianist, pe care a exercitat-o din 1974 până în 1987, în cadrul multor formații de muzică de cameră, între care Ars Rediviva, Quodlibet Musicum și Consortium Violae, precum și ca partener de muzică de cameră al multor soliști români de marcă. A făcut turnee artistice în Bulgaria, Germania, Italia, Țările de Jos, Spania, Elveția, Cuba și U.R.S.S. A dat și concerte de orgă. 

### Muzicologie și popularizarea muzicii culte
În afară de interpretarea muzicii, a fost pasionat și de comentarea fenomenului muzical. Din 1949 până în 1951 a fost colaborator al ziarului "Opinia" din Iași.
În 1951 și-a început activitatea de editor muzical la Radiodifuziunea Română. Din 1972 a realizat aici radioprogramul săptămânal "Invitațiile Eutherpei". În paralel, a realizat și emisiunile "Cronica muzicală" și "Viața muzicală în actualitate".
În 1980 a început activitatea la televiziune, pe programul 2 al TVR, realizând săptămânal emisiunea "Serata muzicală TV", emisiune ce a fost scoasă din grila de programe în 1985. În 1990 Iosif Sava a reluat emisiunea, pe care a realizat-o ca pe un forum de discuție cu cei mai reprezentativi oameni de cultură români, gravitând în jurul muzicii, dar cu trimiteri la politica culturală și la problemele contemporaneității. Ciclul de emisiuni a fost întrerupt brutal în mai 1998, când Iosif Sava a fost îndepărtat, prin pensionare intempestivă, din televiziunea Română, cu care avusese o îndelungată colaborare: în perioada 1990-1993, Iosif Sava a fost redactor-șef al Departamentului de Muzică din TVR, iar din 1993 până în 1998 redactor-șef al redacției culturale TVR. In 1997 fusese chiar numit director interimar al Departamentului Viața Spirituală, Cultură și Educație din TVR. Soția sa, Marghit Sava, își amintește de sfârșitul activității la TVR: În ziua în care a împlinit 65 de ani, domnul Stere Gulea, directorul TVR de atunci, s-a debarasat de el ca de–o mănușă veche. Fără nimic, niciun cuvânt … Iosif Sava … s-a întors, fără a spune vreun cuvânt, și a plecat. Avea amărăciune în suflet. Nu se aștepta la așa ceva.
A trecut la postul "PRO TV" pentru a continua emisiunea, iar din iunie a încheiat un contract cu postul "Acasă TV", pentru a realiza o nouă emisiune, numită "Salonul muzical Acasă - Lista lui Sava". 

### Evreitate
Nu s-a sfiit să-și manifeste evreitatea în anii în care destui intelectuali evrei treceau pe vizavi, când întâmplarea îi aducea prin fața Templului Coral. Nici să protesteze public împotriva manifestărilor antisemite, negaționiste, xenofobe, răbufnind după '89. Din cele peste 40 de cărți dedicate muzicienilor lumii, care-i poartă semnătura, câteva, publicate de Hasefer - Harpiștii regelui David, Muzicieni pe acoperiș, Variațiuni pe o temă de Chagall -, sunt minienciclopedii despre valorile muzicale evreiești.

### Opera literară și publicistică
A fost și un scriitor prolific, scriind 44 de cărți, 35 din ele despre muzică, și peste 6.000 de articole.

### Distincții
Din 1972 a fost membru al Uniunii Compozitorilor și Muzicologilor din România (UCMR), a fost distins cu o serie întreagă de premii, între care Premiul Academiei Române, șase premii ale UCMR, patru premii ale Asociației Profesioniștilor de Televiziune din România, Premiul Colegiului Criticilor Muzicali (1980); premiul Revistei Actualitatea muzicală; Premiul I (1981) și Premiul pentru activitatea deosebită de critic muzical (1983) la Festivalul Național "Cântarea României". În 1996 a primit Premiul Centrului Internațional Ecumenic pentru Dialog Spiritual "Pamfil Șeicaru".

## Sfârșitul vieții
Ultima perioadă a vieții și-a trăit-o într-un imobil în strada Sfinții Apostoli.
O ocluzie intestinală l-a obligat ca duminică, 12 iulie 1998, la ora 18.30, să se interneze de urgență în Clinica de Chirurgie din cadrul Spitalului Universitar București. După consultul medical s-a ajuns la concluzia că pacientul necesită imediat o intervenție chirurgicală, care a fost efectuată de către o echipă condusă de prof. dr. Radu Palade.
Din păcate, deși operația a reușit, o infecție nosocomială postoperatorie, dobândită în clinica de chirurgie, i-a curmat prematur viața, pe 18 august 1998.

Mormântul său din Cimitirul Filantropia din București

## In memoriam

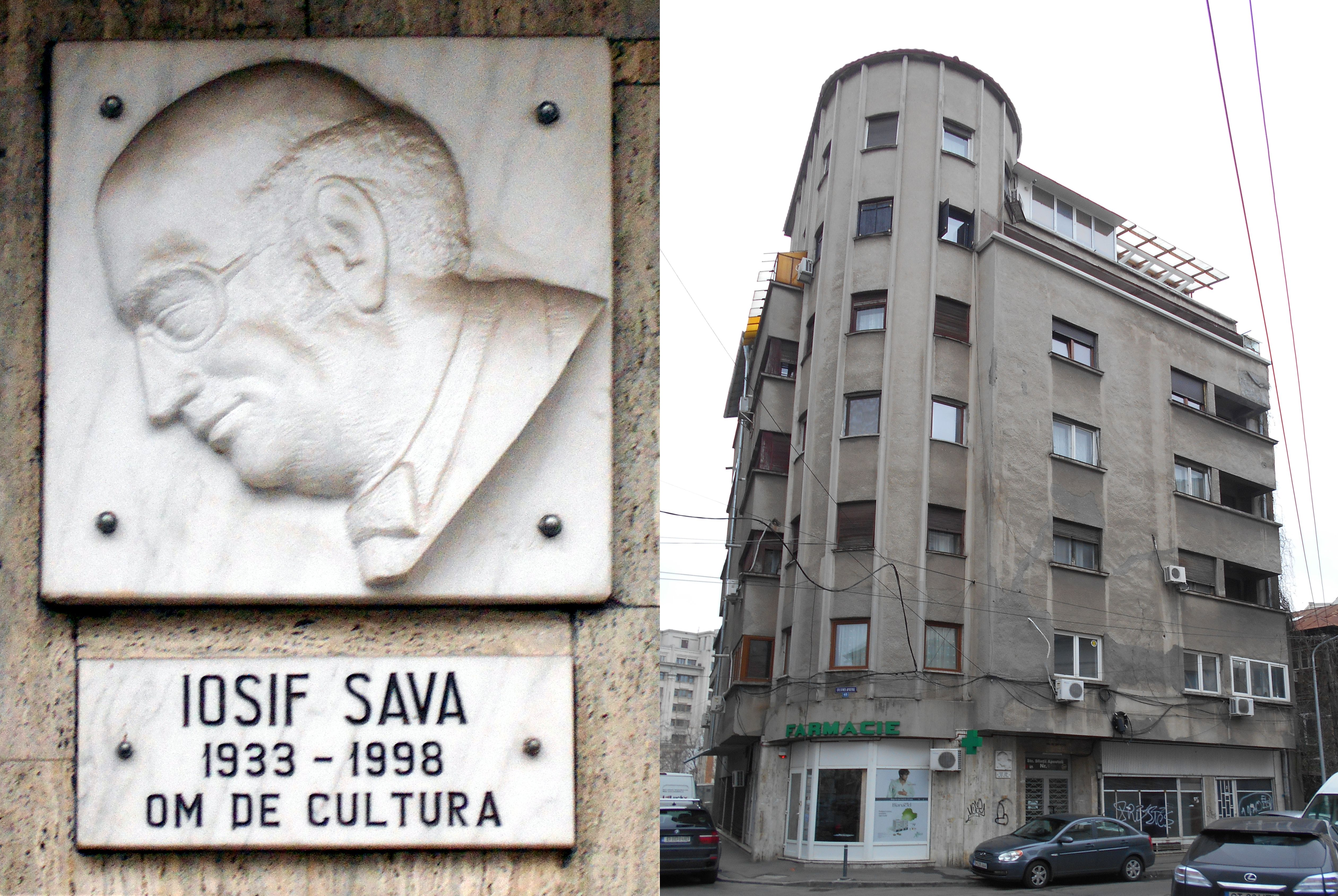
Placa memorială amplasată pe blocul din str. Sfinții Apostoli 6, București, în care a locuit Iosif Sava

Începând cu anul 2005, Școala de muzică și arte plastice nr.1, din București, înființată prin hotărârea HCM 1260 în anul 1959, a primit numele de "Iosif Sava" în memoria marelui muzicolog român și se află în parteneriat cu fundația ce-i poartă numele.
Din septembrie 1998, Fundația ACCUMM, avându-l ca președinte pe scriitorul și cineastul Petru Maier Bianu (2 septembrie 1947 - 22 august 2011) organizează Stagiunea muzicală ”Iosif Sava”, găzduită generos de Muzeul Municipiului București, la Palatul Șuțu. 

Bustul lui Iosif Sava

Numele lui Iosif Sava a fost atribuit unei piațete de lângă Universitatea Națională de Muzică București, aflată la intersecția străzilor Dr. Sion, Șipotul Fântânilor, Ion Brezoianu și Poiana Narciselor, unde a fost amplasat un bust al cunoscutului muzicolog.

## Publicații
- 1971 - Ghid de operă: explicarea acțiunii scenice a 140 lucrări a 86 compozitori, în colaborare cu Gabriela Constantinescu, Daniela Caraman Fotea, Grigore Constantinescu, București, Editura Muzicală.a Uniunii Compozitorilor.
- 1973 - Ghid de balet, în colaborare Daniela Caraman Fotea, Grigore Constantinescu, București, Editura Muzicală.
- 1976 - Silvia Șerbescu: Ghid biografic, în colaborare cu Florian Șerbescu, București, Editura Muzicală.
- 1979 - Dicționar de muzică, în colaborare cu Luminița Vartolomei, București, Editura Științifică și Enciclopedică.
- Sava, Iosif (1980), Teritorii muzicale românești: dialoguri, evocări, București: Editura Muzicală.
- 1982 - Amintirile muzicienilor români: dialoguri evocări, confesiuni, București, Editura Muzicală.
- 1983 - Istoria muzicii universale în date, în colaborare cu Petru Rusu, București, Editura Muzicală.
- Sava, Iosif (1984), Iubiți muzica secolului XX: fișe, eseuri, conspecte, București: Editura Albatros.
- 1984 - Idealurile lui George Enescu. Șase decenii pe estrada Ateneului: amintiri în colocviu - Vol. 1/ Alexandru Rădulescu, Iosif Sava, București, Editura Muzicală.
- 1985 - Dirijori români. Șase decenii pe estrada Ateneului: amintiri în colocviu - Vol. 2/ Alexandru Rădulescu, Iosif Sava, București, Editura Muzicală.
- 1985 - Polifoniile unei vieți. Arta Florescu în dialog cu Iosif Sava Vol. 1, București, Editura Muzicală.
- 1985 - Bucuriile muzicii: fișe, eseuri, conspecte, București, Editura Muzicală.
- 1986 - Prietenii muzicii, București, Albatros.
- 1986 - Patima muzicii / David Ohanesian, Iosif Sava, București, Editura Muzicală.
- 1986 - Muzică și literatură: scriitori români. Vol. 1./ Zoe Dumitrescu Bușulenga, Iosif Sava, București, Cartea Românească.
- 1987 - Muzică și literatură: scriitori români. Vol. 2./ Zoe Dumitrescu Bușulenga, Iosif Sava, București, Cartea Românească.
- 1987 - Muzicienii Iașului/ George Pascu, Iosif Sava, București, Editura Muzicală.
- 1987 - Contrapunct liric. Arta Florescu în dialog cu Iosif Sava Vol. 2, București, Editura Muzicală.
- 1987 - 1001 audiții: fișe, conspecte, eseuri, București, Editura Muzicală.
- 1987 - Euterpe vinzesban, București, Editura Kriterion.
- 1988 - Constelația Madrigal. Marin Constantin în dialog cu Iosif Sava, Ediția I, București, Editura Muzicală; Ediția II, București, Editura Muzicală, 1993
- Sava, Iosif (1989), Cu Ludovic Spiess prin teatrele lirice ale lumii, București: Editura Muzicală.
- 1989 - Eminescu și muzica/ Zoe Dumitrescu Bușulenga, Iosif Sava, București, Editura Muzicală.
- 1989 - Scrisori/ Constanța Erbiceanu. Vol. I; ediție îngrijită și comentată de Iosif Sava, București, Editura Muzicală.
- Sava, Iosif (1990), Sonorități americane: Jurnal, București: Editura Muzicală.
- 1991 - Ștefan Niculescu și galaxiile muzicale ale secolului XX, București, Editura Muzicală a Uniunii  Compozitorilor și Muzicienilor din România.
- 1991 - Orga lui Iosif Gerstenengst, București, Arhiepiscopia Romano-Catolică.
- 1992 - Scrisori / Constanța Erbiceanu. Vol. II; ediție îngrijită și comentată de Iosif Sava, București, Editura Muzicală.
- 1992 - Și marii muzicieni au fost copii. Vol. 1, în colaborare cu Ana Maria Urlea,  București, Editura Ion Creangă.
- Sava, Iosif (1992), Eugenia Moldoveanu și vocile veacului, București: Editura Romfel.
- Sava, Iosif (1992), Jurnal muzical german, București: Editura Romfel.
- Sava, Iosif (Antologie) (1992), Fundația Brambach și talentul muzical românesc, București: Editura Excelsior.
- Sava, Iosif (1993), Itinerare muzicale, București: Editura Libra.
- 1993 - Muzică și muzicieni, în colaborare cu Luminița Vartolomei, București, Romfel.
- Sava, Iosif (1993), Constelația Madrigal. Marin Constantin în dialog cu Iosif Sava, Ediția a II-a, București: Editura Muzicală.
- 1994 - Muzică și literatură: scriitori români. Vol. 3./ Zoe Dumitrescu Bușulenga, Iosif Sava, București, Cartea Românească.
- Sava, Iosif (1994), Jurnal pe portative. Vol. 1: (31 octombrie 1989 - 1 aprilie 1990), București,: Editura Roza Vânturilor.
- Sava, Iosif (1995), Dosare muzicale. Jurnal pe portative: (5 septembrie 1991 - 15 februarie 1992), București: Editura Expansion-Armonia.
- Sava, Iosif (1995), Muzica în zgomotul lumii: (8 martie 1991 - 4 septembrie 1991), București: Editura Du Style.
- Sava, Iosif (1995), Muzica la sfârșitul mileniului: (4 august 1994 - 13 februarie 1995), București: Editura Info-Team.
- 1995 - Muzicieni evrei, Ottawa, Editura Badian
- Sava, Iosif (1995), Muzicieni evrei de la noi și din lume. Muzicanții pe acoperiș - Vol. 1 (1995); Variațiuni pe o temă de Chagall - Vol. 2 (1997); Harpistii Regelui David - Vol. 3 (1998), București: Editura Hasefer.
- Sava, Iosif (1995), Muzicienii lui Marconi. Vol. I, București: Editura Scripta.
- Sava, Iosif (1995), Seismograf muzical. (3 august 1992 - 20 februarie 1993), București: Editura Albatros.
- 1996 - Majestatea Sa...Muzica: Jurnal: (14 februarie 1995 - 18 septembrie 1995), București, Holding Reporter.
- Sava, Iosif (1996), Simfonia destinului. Personalități românești la Seratele muzicale (Vol. I - cu Ion Cristoiu, Dinu C. Giurescu, Ioan Grigorescu, Ion Iliescu, Dan Amedeo Lăzărescu, Gabriel Liiceanu, Cristian Mandeal, Nicolae Manolescu, Radu Palade, Al. Paleologu, Mihai Sora, Diana Turconi, Doina Uricariu. Personalități românești la Seratele muzicale; Vol. II - cu Mircea Albulescu, Călin Anastasiu, Șt. Aug. Doinaș, Mircea Dinescu, Caius T. Dragomir, Anca Harasim, Ion Ianoși, Mircea Iorgulescu, H.-R. Patapievici, Adrian Păunescu, Andrei Pippidi, Alin Teodorescu, Răzvan Theodorescu), Cuvânt înainte de Iosif Sava și Prefață de Dorin Popa, București: Editura Integral, ISBN 973-97781-0-0.
- 1996 - Radiografii muzicale: 6 Serate TV cu Horia-Roman Patapievici, Octavian Paler, Nicolae Breban, Aurel Stroe, Nicolae Constantin Munteanu, George Pruteanu - Iași, Polirom.
- 1997 - Invitații Eutherpei: 8 serate TV cu Alexandru Zub, Alexandru Paleologu, Dorin Tudoran, Mircea Dinescu, Ana Blandiana, Alina Mungiu, Gheorghe Buzatu, Florin Constantiniu, Ion Cristoiu, Cristian Popișteanu, Mircea Suciu, Stelian Tănase, Andrei Pleșu, Vladimir Tismăneanu, Mircea Mihăieș -, Iași, Polirom.
- 1997 - Muzică...bine temperată: jurnal pe portative: (2 aprilie 1990 - 4 septembrie 1990), cu o prefață de Elena Zottoviceanu, București, Universal Dalsi.
- 1997 - Orizonturi muzicale: muzica noastră cea de toate zilele: jurnal 27 august 1993 - 15 ianuarie 1994, Craiova, Scrisul Românesc.
- 1997 - Poli(tico)fonii - Jurnal (17 iunie 1996 - 27 februarie 1997), Iași, Polirom.
- 1997 - Mică enciclopedie muzicală, în colaborare cu Luminița Vartolomei, Craiova, Aius.
- 1997 - Dublu recital - Nicolae Cajal - Iosif Sava. Caietele culturale, București, Realitatea evreiască.
- 1998 - Lista lui Sava. Personalități românești la ''Seratele muzicale,, (Vol. I și II), București, Editura Du Style.
- 1998 - Muzica și spectacolul lumii: 10 Serate TV cu Mihai Șora, Sergiu Celibidache, Radu Palade, Alexandru Paleologu, Dan Grigore, Andrei Șerban, Cristian Tudor Popescu, Dan Setlacec, Iași, Polirom.
- 1998 - Claviaturile timpului: jurnal pe portative: (19 septembrie 1995 - 15 iunie 1996), Iași, Polirom.
- 1998 - Muzică și politică: pagini din ''Jurnalul pe portative,,: (1 martie 1997 - 20 septembrie 1997), Craiova, Aius.
- 1998 - Ultimul jurnal pe portative: socio-solfegii (21 septembrie 1997 - 6 marie 1998); dicteuri paramuzicale (7 martie 1998 - 10 iulie 1998), București, Editura Muzicală a Uniunii  Compozitorilor și Muzicienilor din România.
- 2001 - Ecranele vieții muzicale: însemnări din cotidian (16 februarie 1992 - 1 august 1992), București, Paidea.
- 2003 - Muzica sub reflectoare: pagini de jurnal: 2 martie 1993 - 26 august 1993, cu o prefață de Doina Uricariu, București, Editura Du Style.

Jurnale pe portative:
- Sava, Iosif (1994), Jurnal pe portative. Vol. 1: (31 octombrie 1989 - 1 aprilie 1990), București: Editura Roza Vânturilor.
- 1997 - Muzică...bine temperată: jurnal pe portative: (2 aprilie 1990 - 4 septembrie 1990), cu o prefață de Elena Zottoviceanu, București, Universal Dalsi.
- Sava, Iosif (1995), Muzica în zgomotul lumii: (8 martie 1991 - 4 septembrie 1991), București: Editura Du Style.
- Sava, Iosif (1995), Dosare muzicale. Jurnal pe portative: (5 septembrie 1991 - 15 februarie 1992), București: Editura Expansion-Armonia.
- 2001 - Ecranele vieții muzicale: însemnări din cotidian (16 februarie 1992 - 1 august 1992), București, Paidea.
- Sava, Iosif (1995), Seismograf muzical. (3 august 1992 - 20 februarie 1993), București: Editura Albatros.
- 2003 - Muzica sub reflectoare: pagini de jurnal: 2 martie 1993 - 26 august 1993, cu o prefață de Doina Uricariu, București, Editura Du Style.
- 1997 - Orizonturi muzicale: muzica noastră cea de toate zilele: jurnal 27 august 1993 - 15 ianuarie 1994, Craiova, Scrisul Românesc.
- Sava, Iosif (1995), Muzica la sfârșitul mileniului: (4 august 1994 - 13 februarie 1995), București: Editura Info-Team.

1996 - Majestatea Sa...Muzica: Jurnal: (14 februarie 1995 - 18 septembrie 1995), București, Holding Reporter.
- 1998 - Claviaturile timpului: jurnal pe portative: (19 septembrie 1995 - 15 iunie 1996), Iași, Polirom.
- 1997 - Poli(tico)fonii - Jurnal (17 iunie 1996 - 27 februarie 1997), Iași, Polirom.
- 1998 - Muzică și politică: pagini din ''Jurnalul pe portative,,: (1 martie 1997 - 20 septembrie 1997), Craiova, Aius.
- 1998 - Ultimul jurnal pe portative: socio-solfegii (21 septembrie 1997 - 6 marie 1998); dicteuri paramuzicale (7 martie 1998 - 10 iulie 1998), București, Editura Muzicală a Uniunii  Compozitorilor și Muzicienilor din România.